# Sandro Magister
Alessandro Magister, detto Sandro (Busto Arsizio, 2 ottobre 1943), è un giornalista e saggista italiano, vaticanista per diverse testate di GEDI Gruppo Editoriale.

## Biografia
Dopo aver studiato teologia, filosofia e storia alla facoltà teologica di Milano e all'Università Cattolica del Sacro Cuore, ha conseguito la licenza in teologia nel 1967.
Collabora dal 1974 al settimanale l'Espresso, trattando specialmente d'informazione religiosa, con particolare riferimento alla Chiesa cattolica e alla Santa Sede.
Come scrittore ha pubblicato: La politica vaticana e l'Italia (1943-1978) e Chiesa extraparlamentare. Il trionfo del pulpito nell'età postdemocristiana. Ha curato anche la pubblicazione di tre volumi contenenti le omelie tenute da papa Benedetto XVI negli anni liturgici 2008, 2009 e 2010, editi da Libri Scheiwiller.
Dal 2010 al 2013 è stato consulente della direzione dei programmi di TV2000, il canale televisivo della Conferenza Episcopale Italiana, per la quale ha ideato la trasmissione La domenica con Benedetto XVI. Arte, parola, musica (ribattezzata Nel cuore della domenica dopo il termine del pontificato di Benedetto XVI).
Ha creato ed è stato curatore della sezione "Chiesa" del sito internet de l'Espresso, che raggiungeva «una platea vasta e crescente di lettori: il 40 per cento in Italia, il 20 per cento negli Stati Uniti, gli altri in tutto il mondo, dal Giappone all'Argentina, dal Sudafrica alla Svezia, dall'India alla Cina». Da diversi anni cura il blog Settimo Cielo, inizialmente sull'Espresso e poi autonomamente.

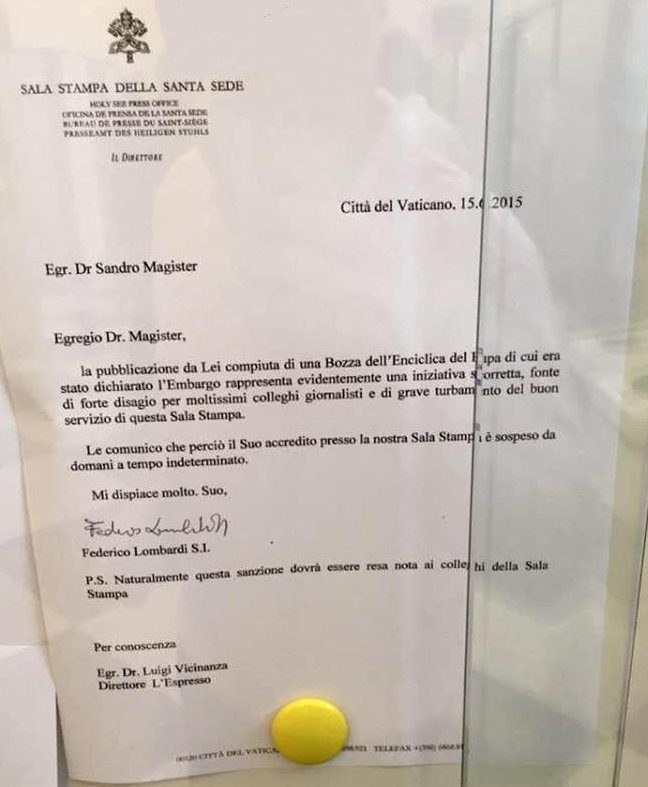
Lettera di sospensione dalla Sala Stampa Vaticana

Il 15 giugno 2015 ha curato il commento di una bozza, pubblicata sul sito dell'Espresso, dell'enciclica di papa Francesco Laudato si', ancora sotto segreto prima della pubblicazione ufficiale il 18 giugno. A seguito di ciò padre Federico Lombardi comunicò la sospensione a tempo indeterminato dell'accredito di Magister presso la Sala stampa della Santa Sede. Tale sospensione è terminata il 9 dicembre dello stesso 2015 a seguito di una lettera dello stesso padre Lombardi.
Il 12 ottobre 2015, durante lo svolgimento del Sinodo dei vescovi sulla famiglia, Magister ha pubblicato il testo di una lettera riservata firmata da tredici cardinali e consegnata al papa Francesco, in cui si criticano le "nuove procedure sinodali" volute dal Papa stesso, accusate di "facilitare dei risultati predeterminati su importanti questioni controverse".
Il 17 marzo 2018 ha pubblicato in anteprima il testo integrale di una lettera del papa emerito Benedetto XVI che era stata manipolata dalla Segreteria per la comunicazione per simulare un sostegno al papa Francesco; lo scandalo ha provocato le dimissioni del prefetto della Segreteria Dario Edoardo Viganò.
Ciò nonostante, proseguirono i contatti professionali con alti esponenti della curia romana. Il 4 giugno 2018 fu infatti Magister ad anticipare alla stampa in anteprima mondiale la lettera del cardinale Luis Francisco Ladaria Ferrer, prefetto della Congregazione per la dottrina della fede, che rispondeva con un temporaneo diniego alla proposta della Conferenza Episcopale Tedesca di ammettere alla comunione anche i protestanti sposati con un coniuge cattolico. La lettera era datata al 25 maggio.

## Opere
- La politica vaticana e l'Italia (1943-1978), Editori Riuniti, 1979
- Chiesa extraparlamentare. Il trionfo del pulpito nell'era postdemocristiana, L'ancora del mediterraneo, 2001